# Зорин, Михаил Дмитриевич
Михаил Дмитриевич Зорин (род. 15 ноября 1959) — почётный член ФСО России, один из первых мастеров спорта международного класса по спортивному ориентированию.

## Биография
Михаил — младший из трех братьев Зориных. Старшие братья (Александр и Виталий) тоже занимались спортивным ориентированием и выполнили норматив мастер спорта. В 1973 году по совету старшего брата Виталия, Михаил бросил фигурное катание, которым занимался до шестого класса и переключился на занятие ориентированием. Занимался в ДЮСШ. Под руководством своего тренера Сахия Губайдулина (члена сборной СССР) в 1977 году, будучи ещё десятиклассником, занял третье место на Всесоюзных студенческих соревнованиях и таким образом выполнил норматив мастера спорта СССР.
Победитель зимних Всесоюзных соревнований по ориентированию в 1978 и 1979 годах. На протяжении последующих 10 лет неизменный член сборной команды СССР по спортивному ориентированию. Выступал за сборные ДСО «Буревестник» и Вооруженных сил. Более 20 раз выигрывал всесоюзные соревнования и чемпионаты СССР. В ранговом табеле сильнейших ориентировщиков СССР (1963—1990), составленной по итогам выступлений на зимних и летних чемпионатах и всесоюзных первенствах СССР, Михаил Зорин занимает первое место.
В 1981 году окончил Челябинский государственный институт физкультуры.
Участвовал в первом для СССР летнем чемпионате мира 1987 года во Франции. Занял 28 место на индивидуальной дистанции и пятое в эстафете. На зимнем чемпионате мира в 1988 году в Финляндии был 11 на классической дистанции, 8 на короткой дистанции и в составе эстафетной команды СССР (Иван Кузьмин, Александр Левичев, Николай Лузин, Михаил Зорин) занял 4 место. За успешное выступление на короткой дистанции чемпиона мира 1988 года был удостоен звания МСМК СССР.
Участвовал в первенстве мира среди ветеранов (в группе M35) в 1996 году в Испании и на следующий год в Соединенных Штатах.
Закончив профессиональные занятия спортом, принимал участие в подготовке спортивных карт в Перми, Тюменской и Челябинских областях, в Ханты-Мансийском АО.
В 2001 году присвоено звание почётного члена федерации спортивного ориентирования России.
Сын Егор, тоже занимался спортивным ориентированием, выступал за сборную Челябинской области.